# Choristoneura pinus
Choristoneura pinus (tên tiếng Anh: Jack Pine Budworm) là một loài bướm đêm thuộc họ Tortricidae. Nó được tìm thấy ở Jack pine forests ở Canada from Atlantic provinces tới Cypress Hills on the Alberta-Saskatchewan border cũng như miền bắc Hoa Kỳ từ New England to the lake states.

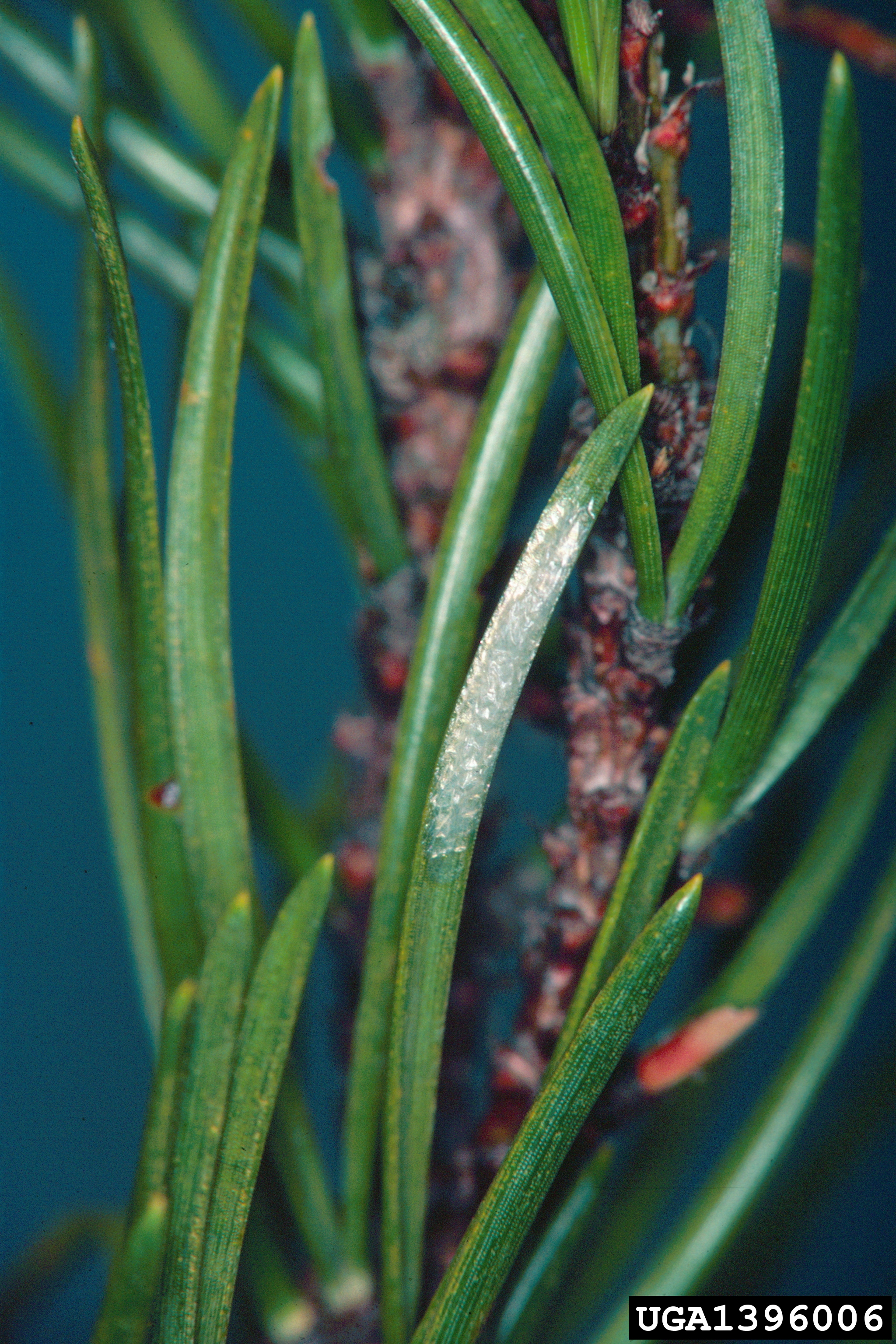
Eggs

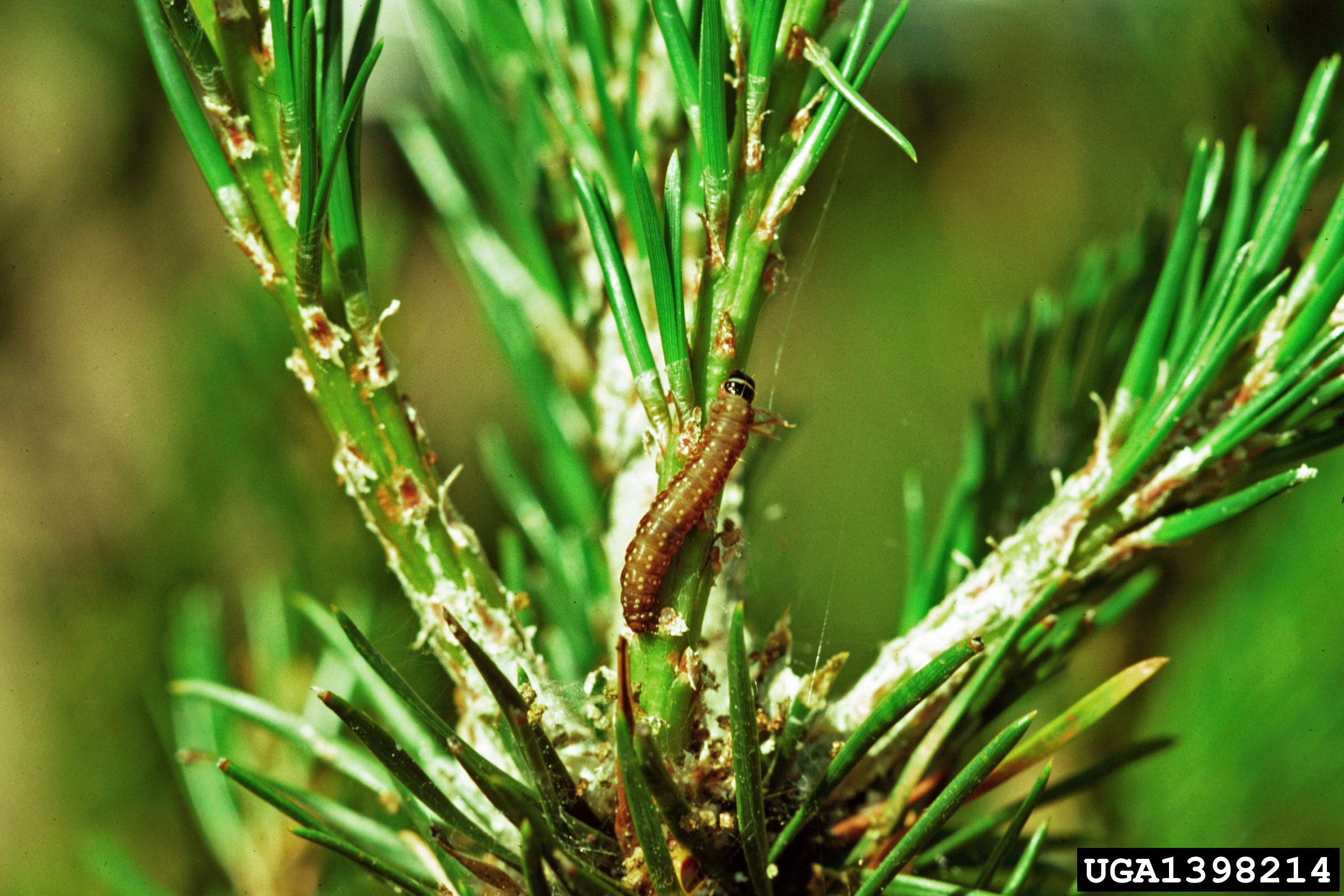
Sâu bướm

Sâu bướm của Choristoneura pinus maritima subspecies

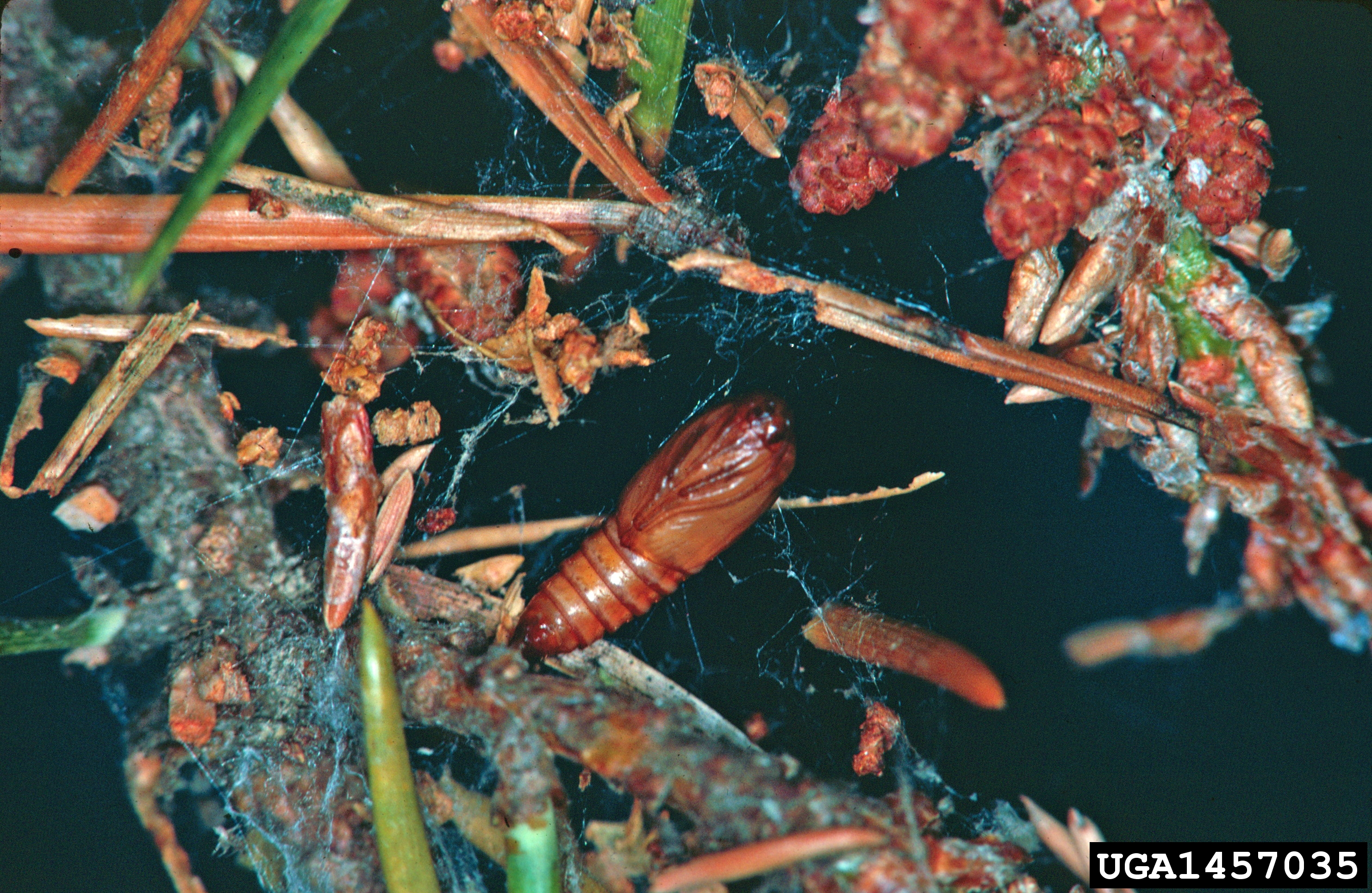
Nhộng

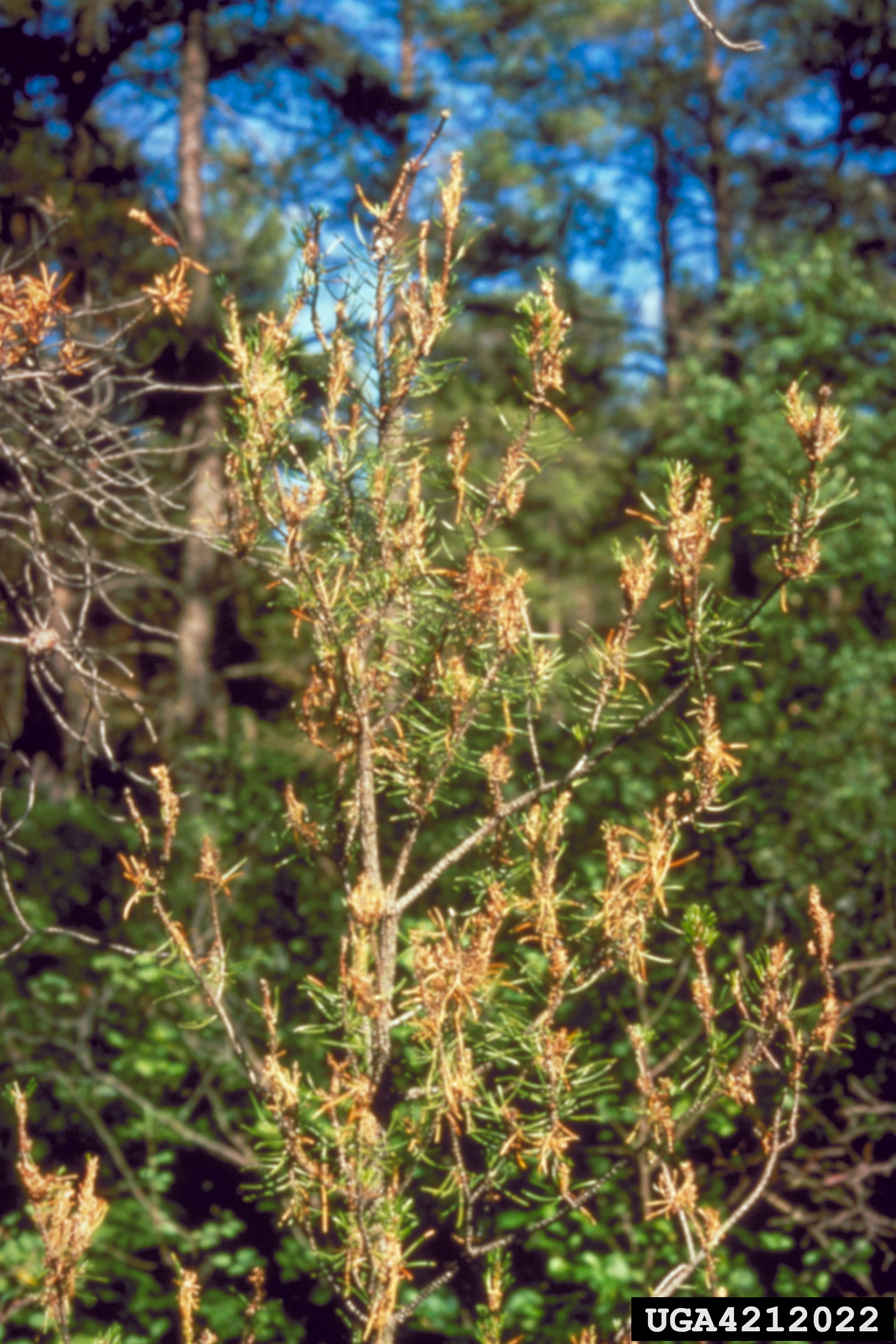
Damage

Sải cánh dài 18–24 mm đối với con đực và 15–28 mm đối với con cái. Con trưởng thành bay từ tháng 6 đến tháng 8.
Ấu trùng ăn Pinus banksiana.

## Phụ loài
- Choristoneura pinus pinus
- Choristoneura pinus maritima